# 小行星4655
小行星4655（英語：4655 Marjoriika）是一颗围绕太阳公转的小行星。1978年9月1日，尼古拉·切爾尼赫在克里米亚发现了此天体。
这颗小行星的绝对星等为47.14457615054731等。